# Аниак (город)
Аниак (англ. Aniak, юпик. Anyaraq) — город в зоне переписи населения Бетел, штат Аляска, США. Население составляет 549 человек (оценка, 2019 год).

## География
Город расположен на южном берегу реки Кускокуим, примерно в 148 км к северо-востоку от города Бетел и в 510 км к западу от Анкориджа. Площадь города составляет 22,8 км², из них 16,9 км² — суша и 5,9 км² — открытые водные пространства.

## История
Город был инкорпорирован 10 мая 1972 года.

## Население
По данным переписи 2000 года, население города составляло 572 человека. Расовый состав: коренные американцы — 68,36 %; белые — 25,00 %; азиаты — 0,52 %; афроамериканцы — 0,35 % и представители двух и более рас — 5,77 %. Доля лиц латиноамериканского происхождения всех рас составляла 1,05 %.
Из 174 домашних хозяйств в 51,1 % — воспитывали детей в возрасте до 18 лет, 52,9 % представляли собой совместно проживающие супружеские пары, в 13,2 % семей женщины проживали без мужей, 23,0 % не имели семьи. 20,7 % от общего числа семей на момент переписи жили самостоятельно, при этом 4,0 % составили одинокие пожилые люди в возрасте 65 лет и старше. В среднем домашнее хозяйство ведут 3,29 человек, а средний размер семьи — 3,74 человек.
Доля лиц в возрасте младше 18 лет — 40,9 %; лиц в возрасте от 18 до 24 лет — 6,8 %; от 25 до 44 лет — 27,3 %; от 45 до 64 лет — 20,3 % и лиц старше 65 лет — 4,7 %. Средний возраст населения — 28 лет. На каждые 100 женщин приходится 108,8 мужчин; на каждые 100 женщин в возрасте старше 18 лет — 107,4 мужчин.
Средний доход на совместное хозяйство — $41 875; средний доход на семью — $43 750. Средний доход на душу населения — $16 550. Около 11,8 % семей и 14,0 % населения живут за чертой бедности, включая 13,4 % лиц в возрасте младше 18 лет и 12,5 % лиц старше 65 лет.
Динамика численности населения города по годам:
| 1940 | 1950 | 1960 | 1980 | 1990 | 2000 | 2010 |
| ---- | ---- | ---- | ---- | ---- | ---- | ---- |
| 122  | 142  | 308  | 341  | 540  | 572  | 501  |